# Hạc Thành, Hoài Hóa
Hạc Thành (chữ Hán giản thể: 鹤城区, âm Hán Việt: Hạc Thành khu) là một quận thuộc địa cấp thị Hoài Hóa, tỉnh Hồ Nam, Cộng hòa Nhân dân Trung Hoa. Quận Hạc Thành có diện tích 729 km², dân số năm 2003 là 330.000 người. Về mặt hành chính, quận này được chia thành 5 nhai đạo, 2 trấn và 6 hương.
- Nhai đạo: Thành Trung, Thành Bắc, Hồng Tinh, Nghinh Phong, Đà Viện.
- Trấn: Hoàng Kim Ao, Áp Chủy Nham.
- Hương: Doanh Khẩu, Dương Thôn, Thạch Môn, Giá Gia, Lương Đình, Lô Bình.